# Norman Alvis
Norman Alvis (nascido em 12 de julho de 1963) é um ex-ciclista norte-americano que competiu no ciclismo nos Jogos Olímpicos de Verão de 1988, representando os Estados Unidos. Foi profissional de 1989 a 1998.